# Jefim Zelmanov

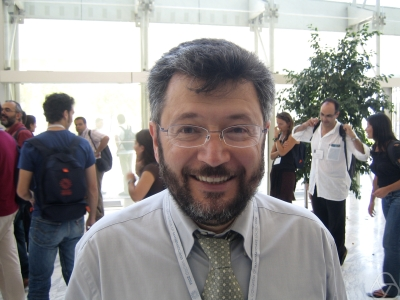
Efim Zelmanov

Efim Isaakovich Zelmanov (Russisch: Ефим Исаакович Зельманов) (Chabarovsk, 7 september 1955) is een Russisch wiskundige
Zelmanov werd bekend door zijn werk aan combinatorische problemen in niet-associatieve algebra en de groepentheorie, met inbegrip van zijn oplossing van het beperkte probleem van Burnside. In 1994 kreeg hij een Fieldsmedaille uitgereikt op het Internationaal Wiskundecongres in Zürich.
Zelmanov's vroege werk ging over Jordan algebra's, in het geval van oneindige dimensies. Hij kon aantonen dat de identiteit van Glennie in zekere zin alle identiteiten genereert die gelden. Vervolgens toonde hij aan dat de Engel-identiteit voor Lie-algebra's nulpotentie impliceert, in het geval van oneindige dimensies.